# James Edwards
James Franklin Edwards (Seattle, Washington; 22 de noviembre de 1955) es un exjugador de baloncesto estadounidense que disputó 19 temporadas en la NBA. Con 2,16 metros de altura, jugaba en la posición de pívot.

## Trayectoria deportiva
Procedente de la Universidad de Washington, Edwards pasó 19 años en la NBA (1977-1996), jugando en ocho equipos diferentes: Los Angeles Lakers, Indiana Pacers, Cleveland Cavaliers, Phoenix Suns, Detroit Pistons, Los Angeles Clippers, Portland Trail Blazers y Chicago Bulls. Fue seleccionado por los Lakers en el Draft de 1977, en el puesto 46.º de la 3.ª ronda. Edwards era un gran anotador al poste bajo y su rol en la cancha fue clave en los dos equipos campeones en los que participó, los Pistons de 1989 y 1990, y los Bulls de 1996. Ese año se retiró, con un total de 14.862 puntos y 6.004 rebotes en toda su carrera. 
En su último partido de temporada regular de 1995-1995 en la NBA, fue suspendido con un encuentro de sanción por pelearse con Ledell Eackles, de Washington Bullets, suspensión que fue cumplida en el primer encuentro de primera ronda de Playoffs ante Miami Heat.

## Estadísticas de su carrera en la NBA
|  | Denota temporada en la que ganó un Campeonato de la NBA |

### Temporada regular
| Año     | Equipo        | PJ    | PT  | MPP  | %TC  | %3P  | %TL  | RPP | APP | ROB | TPP | PPP  |
| ------- | ------------- | ----- | --- | ---- | ---- | ---- | ---- | --- | --- | --- | --- | ---- |
| 1977-78 | L.A. Lakers   | 25    | –   | 28.9 | .459 | –    | .640 | 7.2 | 1.2 | 0.6 | 1.1 | 14.8 |
| 1977-78 | Indiana       | 58    | –   | 29.0 | .450 | –    | .649 | 7.5 | 1.0 | 0.6 | 0.9 | 15.4 |
| 1978-79 | Indiana       | 82    | –   | 31.0 | .501 | –    | .676 | 8.5 | 1.1 | 0.7 | 1.3 | 16.7 |
| 1979-80 | Indiana       | 82    | –   | 28.2 | .512 | .000 | .681 | 7.0 | 1.5 | 0.7 | 1.3 | 15.7 |
| 1980-81 | Indiana       | 81    | –   | 29.3 | .509 | .000 | .703 | 7.0 | 2.6 | 0.4 | 1.6 | 15.6 |
| 1981-82 | Cleveland     | 77    | 75  | 33.0 | .511 | .000 | .684 | 7.5 | 1.6 | 0.3 | 1.5 | 16.7 |
| 1982-83 | Cleveland     | 15    | 8   | 25.5 | .487 | –    | .623 | 6.4 | 0.9 | 0.5 | 0.9 | 12.3 |
| 1982-83 | Phoenix       | 16    | 1   | 17.8 | .487 | –    | .660 | 3.7 | 1.7 | 0.3 | 0.3 | 8.8  |
| 1983-84 | Phoenix       | 72    | 67  | 26.3 | .536 | .000 | .720 | 4.8 | 2.6 | 0.3 | 0.4 | 14.7 |
| 1984-85 | Phoenix       | 70    | 58  | 25.5 | .501 | .000 | .746 | 5.5 | 2.2 | 0.4 | 0.7 | 14.9 |
| 1985-86 | Phoenix       | 52    | 51  | 25.3 | .542 | –    | .702 | 5.8 | 1.4 | 0.4 | 0.6 | 16.3 |
| 1986-87 | Phoenix       | 14    | 9   | 21.7 | .518 | –    | .771 | 4.3 | 1.4 | 0.4 | 0.5 | 12.0 |
| 1987-88 | Phoenix       | 43    | 42  | 32.0 | .469 | .000 | .635 | 7.8 | 1.7 | 0.3 | 0.7 | 15.7 |
| 1987-88 | Detroit       | 26    | 2   | 12.6 | .475 | –    | .738 | 3.0 | 0.2 | 0.1 | 0.2 | 5.4  |
| 1988-89 | Detroit       | 76    | 1   | 16.5 | .500 | .000 | .686 | 3.0 | 0.6 | 0.1 | 0.4 | 7.3  |
| 1989-90 | Detroit       | 82    | 70  | 27.8 | .498 | .000 | .749 | 4.2 | 0.8 | 0.3 | 0.5 | 14.5 |
| 1990-91 | Detroit       | 72    | 70  | 26.4 | .484 | .500 | .729 | 3.8 | 0.9 | 0.2 | 0.4 | 13.6 |
| 1991-92 | L.A. Clippers | 72    | 11  | 20.0 | .465 | .000 | .731 | 2.8 | 0.7 | 0.3 | 0.5 | 9.7  |
| 1992-93 | L.A. Lakers   | 52    | 0   | 11.9 | .452 | –    | .712 | 1.9 | 0.8 | 0.2 | 0.1 | 6.3  |
| 1993-94 | L.A. Lakers   | 45    | 2   | 10.4 | .464 | –    | .684 | 1.4 | 0.5 | 0.1 | 0.1 | 4.7  |
| 1994-95 | Portland      | 28    | 0   | 9.5  | .386 | –    | .647 | 1.5 | 0.3 | 0.2 | 0.3 | 2.7  |
| 1995-96 | Chicago       | 28    | 0   | 9.8  | .373 | –    | .615 | 1.4 | 0.4 | 0.0 | 0.3 | 3.5  |
| Total   | Total         | 1,168 | 467 | 24.3 | .495 | .048 | .698 | 5.1 | 1.3 | 0.4 | 0.7 | 12.7 |

### Playoffs
| Año   | Equipo        | PJ  | PT | MPP  | %TC  | %3P  | %TL   | RPP | APP | ROB | TPP | PPP  |
| ----- | ------------- | --- | -- | ---- | ---- | ---- | ----- | --- | --- | --- | --- | ---- |
| 1981  | Indiana       | 2   | –  | 28.0 | .292 | –    | –     | 7.0 | 2.5 | 0.5 | 0.5 | 7.0  |
| 1983  | Phoenix       | 3   | –  | 18.0 | .423 | –    | 1.000 | 6.0 | 1.3 | 0.3 | 0.3 | 9.3  |
| 1984  | Phoenix       | 17  | –  | 27.2 | .492 | –    | .706  | 5.4 | 1.6 | 0.2 | 0.6 | 13.8 |
| 1988  | Detroit       | 22  | 2  | 14.0 | .509 | .000 | .659  | 3.1 | 0.5 | 0.1 | 0.5 | 6.3  |
| 1989  | Detroit       | 17  | 0  | 18.6 | .471 | .000 | .784  | 2.1 | 0.7 | 0.1 | 0.5 | 7.1  |
| 1990  | Detroit       | 20  | 20 | 26.8 | .494 | .000 | .604  | 3.6 | 0.7 | 0.3 | 0.6 | 14.3 |
| 1991  | Detroit       | 15  | 11 | 23.0 | .407 | –    | .691  | 2.5 | 0.6 | 0.1 | 0.2 | 10.7 |
| 1992  | L.A. Clippers | 5   | 0  | 17.4 | .417 | –    | .632  | 2.6 | 0.6 | 0.2 | 0.2 | 6.4  |
| 1993  | L.A. Lakers   | 3   | 0  | 4.7  | .750 | –    | –     | 0.7 | 0.0 | 0.0 | 0.0 | 2.0  |
| 1995  | Portland      | 1   | 0  | 4.0  | .000 | –    | –     | 0.0 | 0.0 | 0.0 | 0.0 | 0.0  |
| 1996  | Chicago       | 6   | 0  | 4.7  | .444 | –    | .750  | 0.7 | 0.0 | 0.0 | 0.0 | 1.8  |
| Total | Total         | 111 | 33 | 19.9 | .468 | .000 | .682  | 3.2 | 0.8 | 0.2 | 0.4 | 9.3  |